# Like Life
『Like Life』（ライク・ライフ）は、2004年5月28日にHOOKより発売された18禁恋愛アドベンチャーゲームである。略して「ライライ」とも呼ばれる。
また、本作のPlayStation 2への移植版として、GN Softwareより『Like Life an hour』（ライク・ライフ アン・アワー）が、2005年4月28日に発売されている。さらに、ベスト版が2006年8月24日に発売されている。
2007年9月28日には、CGの高解像化やシステム面の改良などを行った『LikeLife 新装版』が発売された。
また、PlayStation Portable版『Like Life every hour』（ライク・ライフ エブリ・アワー）が2009年10月1日に発売された。

## 概要
都心から少し離れた街を舞台にした、ドタバタ喜劇風の物語。田舎の学校を舞台にした『Orange Pocket』とは対照をなしている。また、街中の物が擬人化したキャラクター「ものたち」と人間とが共存しているという独特の世界観が演出されており、このアイデアは原画家のらっこが提案によるものである。

## システム
システムはオーソドックスなテキスト・選択肢型のアドベンチャー形式。しばしば選択肢の中に「A-RTC」（アシスト・リアルタイムチョイス）と呼ばれるものが出現する。これは選択に要した時間によってキャラクターの反応が変わるというもので、答えない選択も存在する。A-RTCの応用でゲーム中にアイテム探しのイベントが発生し、その中で鍵のかかった『箱』とそれに対応する『鍵』を発見する事で、おまけシナリオやシステムボイスを入手する事が出来る。またゲーム中に何度か場所移動の画面が表示されるが、その際どこへ行くとどのヒロインとのイベントが進行するかは、彼女達が身につけているアクセサリー（後述）をシンボルマークとして示されている。サブキャラクター関連の場合は「？」マーク。

## ストーリー
両親が忙しいので、叔母のところから"下総ノ宮学園"に通っている高坂和真。隣に住む幼なじみ"宮里結未"と2人で通う日常を送っていた。
そんなある日、学園に風変わりな転校生が数人やってきた。更に、町中のいろいろな物が少女のような姿となって現れたのである。それは、和真が愛用している携帯電話も例外では無かった。
その携帯電話はウェディングドレスを身に纏い、和真を仰天させる。彼は最初、彼女が自分の携帯電話が人間になった者だということを信じられなかった。その後、この携帯電話は妙によって「高坂 姫子」と名付けられ、和真のクラスに転校生3号として転入してくる。

## 登場キャラクター
声はPC版 / PS2・PSP版の順。同じ場合は省略。

### メインキャラクター
高坂 和真（こうさか かずま）
声：無し
主人公。両親が海外で働いており家に戻らないため、叔母の妙と同居中。自分があまり両親と接点がないためか、似たような境遇の結未たちに対して優しい。が、主にボケまくる住人たちに囲まれているため、必然的にツッコミ役になっていることが多い。名前の由来は、『スクライド』のカズマから。
宮里 結未（みやさと ゆみ）
声：新堂真弓
高坂家の隣に住む、底抜けに明るい天然ボケ系の幼なじみ。和真の事を「かずくん」と呼び、慕っている。毎朝、ベランダを乗り越えて、高坂家に侵入して彼を起こそうとしている。その際大抵下着が丸出しになっているが、慣れてしまったらしく二人とも気にしていない。ほとんど高坂家の一員も同然と言えるほど居ついている。初対面の相手でもボケ倒しにかかることから「人畜有害」とあだ名されている。
親が殆ど家に戻らず、以前は寂しがり屋でふさぎこんでいたが、和真の手助けがあって明るくなった。その頃と思われる写真を今も大事に持ち歩いている。場所移動時のシンボル（アイコン）は頭に着けている黄緑のリボン。
健康食品オタク。クラスでは実は人気が高く、親衛隊が存在している。
中盤の告白シーンが「氷庫版」名場面ランキング第3位。
高坂 姫子（こうさか ひめこ）
声：草柳順子
和真が愛用している携帯電話（a501型）が擬人化した姿で、和真のクラスに転入してくる。電話の姿をしていた時につけていたストラップは両耳の上についている（普通はストラップは1つの筈だが、2つに増えている）。場所移動のシンボルもストラップが基になっている。
人間の姿をしているが、ちゃんと携帯電話としての機能があり、電話を掛けたり受けたり（電話先の人と会話したり）出来る。姫子自身も、自分を使って電話をかけたりする。左耳の後ろにあるアンテナは、自分の意志で伸び縮みさせることが出来る。電源などのボタンは胸にある。電話の着信時には、着うた（ゲームのOP曲でもある「GirlsLife」）を思いっきり歌い出すが、よく息切れする。また、着信が無くても着うたを歌い出すため、混乱することもある。身長が132 cmと極めて小さいために、あとり以外からは、「ちび」「ちびちゃん」「ちーちゃん」等と呼ばれ（名付け親である妙からも）、本名で呼ばれない事を不服に思っている。和真の役に立とうとしているのはいいが、自分にある機能を使いこなせていない。また、難しい漢字が読めないなどの欠点も多い。
物は持ち主にずっと持たれていないと駄目だと考えており、捨てられる、もしくは置いてけぼり、の状況を極端に怖がる。また似た境遇の人に同情を寄せる事がある。「はいです!」「ですですよ」等、特徴的な敬語（？）で話す。
古い乾電池で充電するとアレルギーの様な症状を起こす。他のものたちと違って、食べ物は食べられる様子。
「氷庫版」では司会進行役を担当。またそこでの名場面ランキングでは上述の初登場シーンが2位であった。
沢木 椿（さわき つばき）
声：九条信乃 / 後藤邑子
病弱だけど気が強い転校生1号。アホ毛が出ている。初対面でいきなり因縁をつけてくるなど何かにつけて和真を意識した行動をしているが、本人には思い当たる節がない（忘れている）。姫子が学園に転入した時は、和真に対し、「ぉ・ぃ・ぉ・ん」（ロリコンの母音だけ言ったものと思われる）という大問題発言をした。血を吐く事が多いが、自分の意思で吐血（喀血？）が可能な様である。ややお節介。姉貴分的な雰囲気を持っている一方、ゲーム中の熱烈な椿ファンからいわゆる「女王様」のように思われているらしい。たまに和真が下手に出るとツンデレじみた態度に出る事も。場面移動時のシンボルは球状の髪飾り。
実は「本当の沢木椿」のある持ち物が擬人化している。ゲーム上の表記は「椿」。本当の沢木椿からは「さわちゃん」と呼ばれている。本当の椿のことをいつも気にかけ、世話を焼いており、双子の姉のように見えることがある。
ラストシーンは「氷庫版」名場面ランキング第1位。
本当の沢木椿
長いこと入院生活を続けている、もう一人の沢木椿。転校してきた擬人化椿と全く同じ名前と容姿を持つが、擬人化椿と比べてアホ毛に元気がない。やや弱気ながら、時々勝手に出歩くなど危なっかしい性格。血は吐かない。
両親とは極めて疎遠で、毎月入院費を振込みしてくるだけの関係になっている。以前は和真と同じ学校（下総ノ宮かどうか不明）に通っていた事があり、彼に片想いをしている。別にツンデレでは無い。
ゲーム上の表記は「沢木」。擬人である沢木椿からは、名前で呼ばれている。自分の方が擬人椿の姉だと思っているようだがむしろ逆に受け取られている。
椿のルートに入るまでその存在は秘密とされているが、共通ルートでも正体不明のまま時折学園に出入りしていたことが確認でき、その時は下総ノ宮学園のものではない制服を着て登場する。
有川 あとり（ありかわ あとり）
声：大野まりな
引っ込み思案であがり症の転校生2号。緊張のあまりしばしば転倒する。生まれた頃から両親を含め人からかえりみられることがなく、自身も人に怯えながら生きてきた。最愛の祖母を亡くしたことがきっかけで現在一人暮らしをしている。
料理は上手。上記の理由から人を避ける一方、擬人化したものたちとは仲が良い。また椿や姫子とはわりと早く打ち解けており、姫子を名前で呼んでいる。ポケットには常に麦チョコが入っている。落ち込んだ時に時々「しんぼり」と言う。
実は彼女にはモノを擬人化させる能力があり、今回の擬人化現象の原因とされている。祖母を亡くしてあまりの寂しさから祖母同様にモノに対して意識してしまい、その能力によって下総ノ宮のモノを擬人化させてしまう。
耳が赤くなるのを隠すため、常にイヤーマフラーをしており、場所移動時のシンボルもこのイヤーマフラーである。ファンブックの記述によれば、後述する総哉の妹であるらしい。
終盤のシーンが「氷庫版」の名場面ランキングでは4位だった。
竜胆寺 絆（りんどうじ きずな）
声：大花どん / 浅井清己
大富豪のお嬢様で権力主義な転校生4号。本当は1学年下だが、金と権力で和真に合わせた。幼少期に和真と会っていた事があり、それ以来「お兄様」と彼を慕う。我がままの負けず嫌いで独占欲が強く世間知らず。学園の土地を買収、専用の机を持って来ようとする等の非常識な行動を繰り返したり、和真の関係者に対抗心を燃やしたりして周りを呆れさせるが、向上心の強さは一目置かれている。
実は既に海外の大学で学士号を取得しているのだが、和真と一緒に居たいが為にわざわざ下総ノ宮に戻って来た。普段は非力だが、怒りが頂点に達すると札束で大人さえ殴り飛ばす。場所移動時のシンボルは赤いカチューシャ。
終盤のシーンが「氷庫版」ランキングの5位となっている。

### サブキャラクター・ものたち
山崎 妙（やまざき たえ）
声：後藤舞 / 藤巻恵理子
和真の叔母。下ネタ好きで、叔母なのに和真を誘惑してきたりする、和真の頭痛の種のひとつ。とは言え時々、ちゃんと保護者らしいところを見せることもある。見た目でも充分若く見えるのに、年齢を気にしているらしく、「おばさん」等と呼ぶと殺気を放つ（実際に包丁を和真に投げ付け、行き過ぎた威嚇をすることも）。氷庫や浄たちの名付け親。
普段なにをしているのかは、まったく謎。100万円近いものをいきなり買いだしたり、姫子を面白半分で和真が通っている学園に在籍させてみたり、地味に常軌を逸した行動を見せる。
小寺 一撃（こでら いちげき）
声：しょにー小倉 / 田中一成
和真の悪友。結未に惚れている。寺の跡取り。外見は肉体派の大時代的な不良だが、リーゼントはカツラ。見た目に反して女好きのそぶりを見せるもあくまで結未一筋。同時に結未の気持ちもある程度察しているため、和真が彼女を悲しませたと思えば襲って来る。結未親衛隊のリーダー格でもある。元水球選手。外見に反して絵は非常に上手く、将来の夢は少女漫画家である。また、椿は彼が描いた漫画を絶賛していた。
碓井 祥子（うすい しょうこ）
声：まきいづみ / 柳瀬なつみ
和真達の担任で、「ものたち」の登場に全く順応できずうろたえてばかりいる。およそ教師としての威厳に欠ける上、耐え難い逆境に見舞われると「お母さん」と泣き崩れるが、本気で怒ると結構怖いという。
小林 唯月（こばやし いつき）
声：毬岡留美 / 吉住梢
竜胆寺家に仕えるメイド。和真とも面識あり。絆に対しては常に厳しく接しているため、彼女からは多少疎まれている。主がわがままな性格のため、使用人というよりは絆の姉のように見られている。
なお、竜胆寺家にあった物品（例：ティーポット）が擬人化した存在がメイドとして雇われており、皆唯月と同じ姿をしている。
起留（おきる）
声：大花どん / 浅井清己
和真の目覚まし時計が擬人化。乱暴な性格で、和真を木槌で殴って起こす。姫子のシナリオに登場（PS2・PSP版は全ルートに登場）。
あかり
声：毬岡留美 / 吉住梢
和真の電気スタンドが擬人化。光源はスカートの中にある。相当の恥ずかしがりや。姫子のシナリオに登場（PS2・PSP版は全ルートに登場）。
氷庫（ひょうこ）
声 : 毬岡留美 / 吉住梢
高坂家の冷蔵庫が擬人化。全ルートに登場する。和真をからかうのが趣味であり、しばしば「負け犬」「冷蔵庫に何を求めているんです？」等、戸惑わせる発言が多い。和真の事を「和っち」と呼ぶ。食べ物が食べられない。元々は売れ残りの家電だったため、購入してくれた妙に深く感謝しているらしい。
後述するとおり本作発売当時のHOOKキャラクターでトップクラスの人気を誇った。「氷庫版」では各ヒロインの名場面をアテレコ形式で演じたがほとんどが棒読みで、同席していた姫子をあきれさせる（篝が絡んだシーンは本人が演じている）。
トウカ
声：神月あおい / 小林恵美
街角の郵便ポストが擬人化。御歳80歳の円筒型ながら若々しく見えるが、性格面はやや達観している。全ルートに登場する。
消し子（けしこ）
声：神月あおい / 小林恵美
和真達の教室の黒板消しが擬人化。あとりのシナリオに登場（PS2版は全ルートに登場）。_summerOVA版にも密かに登場している。
校門（こうもん）
声：文月かな
学園の校門が擬人化した存在で、小言の多い性格をしている。全ルートに登場する。
PS2版では、腕が見えるようになった。
マコ
声：後藤舞 / 藤巻恵理子
職員室のポット（元は碓井先生の私物）が擬人化。最初は混乱されていたが、後には碓井先生と結構仲良くなっていた。姫子のシナリオに出るが、あとりのシナリオでも彼女の存在が示唆される（PS2・PSP版は全ルートに登場）。
信子（のぶこ）
声 : 毬岡留美 / 吉住梢
街の信号機が擬人化。正義感の塊で、信号無視をした和真を「悪」と呼ぶ。劇中ではあとりのシナリオに登場し、特に何かした訳でも無いのに悪と決め付けてくる（PS2・PSP版は全ルートに登場）。
三葉（みつば）
声：文月かな
ダッチワイフが擬人化した存在で、裸体にワイシャツを引っ掛けてショーツを穿いているだけ、という相当に扇情的な格好をしている。ほぼいつも、持ち主である総哉と一緒にいる。主に姫子のシナリオに登場するが、共通シナリオの展開次第では姿を現すこともある。
PS2・PSP版では、子供向けの人形が擬人化した物になっており、顔や髪型自体に変更はないが服装が派手になっており、PC版とPS2・PSP版とで、一番容姿の変わったキャラクターである。PS2・PSP版では、主に姫子シナリオで関わってくるが、ゲームの序盤、共通ルートで姿を現す。
自分は物である以上、自分の運命は持ち主の気持ちにゆだねる、という考えの持ち主。
高坂 浄（こうさか きよい）
声：まきいづみ / 柳瀬なつみ
妙が長い間愛用している掃除機が擬人化。かなりの旧型。掃除機のホースが三つ編みの髪の毛と一体化している。何かにつけて自分を「不調法」と呼ぶなどへりくだる癖あり。部屋が汚れていると、時たま責任を取って自決しようとする。結未と姫子のシナリオに登場（PS2・PSP版は全ルートに登場）。
篝（かがり）
声：まきいづみ / 柳瀬なつみ
有川家を80年近く見守ってきた招き猫が擬人化した姿で、かつては、あとりの祖母（故人）の持ち物であった。一人暮らしをするあとりの後見人的存在。和真とは犬猿の仲である。名前の由来は同名のキャラクターから。
あとりのシナリオで登場する。
総哉（そうや）
声：（未確認） / 宮下栄治
常にタバコを吹かしている銀髪に三白眼の男。三葉の所有者で、彼女との関係は主従に近い。姫子のシナリオに大きく関わる人物で、擬人と人間の関係について重要な問いかけをしてくる（PS2版では、三葉同様、序盤の共通ルートに登場する）。
実は、あとりと兄妹関係にあるらしい（公式ファンブックより）。

## Like Life an hour
本作のPlayStation 2移植版。初回限定版・通常版とベスト版の発売時期が違うため、それぞれでCEROのレーティングが微妙に違っている（発売当時の「CERO18歳以上対象」は、現在の「CERO17歳以上対象（D）」と粗同じ扱い）。
移植に際し、大幅にCGやシナリオの追加・修正などが行われている。
- アイテム回収のギミックが削除された。
- パンチラしていたCGが、すべてブルマ（結未）やスパッツ（椿）を穿いた物等に変更。
- 宮里結未のシナリオがほぼ新規の物になっている。
- 沢木椿に新規エンディングを追加。

また、本作にはI/Oのプロモーションムービーが収録されている（ベスト版では未確認）。

## 氷庫版
本作の発売後、HOOKはそれまでの自社作品のキャラクター全員を対象とした人気投票を開催した。この投票で1位となったのは本作の登場人物「氷庫」である。
その結果、2004年末のコミックマーケット67で、彼女をメインとした本作のファンディスク『Like Life 氷庫版』が発売された。これには彼女の壁紙やシステムボイスなどの他、こちらにも本作と関連のあるミニシナリオ、アテレコ氷庫によるLike Life名場面ランキング、彼女及び担当声優毬岡留美へのインタビューが収録されている。
コミックマーケット販売時は、Like Life an hour紙袋、氷庫版台紙付きテレカ、姫子フィギュアストラップ、下敷き、クリアケースと本作をまとめて販売していたが、のちに、少数だが氷庫版単体でも発売された。
さらにのち、_summerの初回版に、特典として収録されている。『Like Life 新装版』には本作のおまけシナリオが最初から収録されている。
PSP版『Like Life every hour』には、コンシューマー用に修正した氷庫版シナリオが収録されている。

## 制作
本作の企画は、携帯電話が美少女になったら面白いだろうという発想から誕生した。擬人化されたキャラクターの設定が多く、どうすべきか悩んだとディレクターの川波無人は、ウェブサイト「ぎゃるっ娘通信」とのインタビューの中で述懐している。
幼馴染の結未は和真を中心に見ている分、物事をおかしな風に見てしまいがちなキャラクターとして描かれた一方、わざとらしくならないように描くのには苦労したと川波は述懐している。
姫子は物語開始1年前に和真が初めて購入した携帯電話であり、当時一般的だった銀色のボディが髪の毛の色に反映された。

椿のキャラクター性について川波は、強気ながらも作中のキャラクターの中で最も女の子らしいと分析している。

### システム
本作は、前作『Orange Pocket』で採用された「RTCシステム」の改良版「A-RTC」（アシストリアルタイムクリック）が採用された。

### シナリオ・演出
明るくテンポの良い内容にするため、本作のシナリオはセリフに重きを置き、モノローグは控えめとなった。『Orange Pocket』と同様、人死にや暗い展開は排し、切ない場面も用意された。川波は前半と後半の切り替えが重要だとしつつも、難しくて最も苦労したと述懐している。加えて、スクリプトにおいても効果音や演出を多用し、視覚に訴える部分を増やした。

## スタッフ
- 原画 - 松下まかこ、らっこ
- シナリオ - 川波無人、セルシオ、はね、神無月如月、刀部智己（PS2版追加部分）
- 音楽 - 松浦貴雄、藤倉有理

## 主題歌
オープニングテーマ「GirlsLife」
作詞 - 川波無人 / 作曲 - 松浦貴雄 / 歌 - 橋本みゆき
エンディングテーマ「届きますように」
作詞 - 川波無人 / 作曲 - 松浦貴雄 / 歌 - NANA
挿入歌「空と雨と虹と」
作詞 - 川波無人 / 作曲 - 松浦貴雄 / 歌 - 橋本みゆき

## 反響
HOOK（現：HOOKSOFT）の代表である亜佐美晶は本作がユーザーの間で人気が高かったと、2015年の電撃姫とのインタビューの中で述べている。
宇佐美はインタビューの中で、主人公の携帯電話が擬人化した存在である姫子に対する感謝の言葉が寄せられ、姫子が携帯電話に戻る話と人間のままでいる話の両方が用意されていたことも評価されたと振り返っている。また、メインヒロインである結未も人気があり、亜佐美は結未と姫子がいてこその『Like Life』であると述べている。
一方、亜佐美は2017年の「美少女ゲームなう!!」編集部とのインタビューの中で、『Orange Pocket』のファンにとってはテンションが高すぎたと述懐しており、その反省として『_summer』を制作したと語っている。

### 売り上げ
本作はGetchu.comの2004年5月セールスランキングでD.C.P.C. 〜ダ・カーポ〜 プラスコミュニケーションに次いで2番目に売れた作品となり、翌月のGetchu.comのランキングでも18位にとどまっていた。
また、Getchu.comの2004年上半期ランキングでは第7位にランクインし、年間ランキングでも第14位にランクインした。

## 関連商品
- ドラマCD Like Life an hour 〜冬と祭と解けたリボン〜（2005年）